# Зембожиці-Терешинські
Зембожиці-Терешинські (пол. Zemborzyce Tereszyńskie) — село в Польщі, у гміні Конопниця Люблінського повіту Люблінського воєводства.
Населення — 581 особа (2011).

## Демографія
Демографічна структура станом на 31 березня 2011 року:
|          | Загалом | Допрацездатний вік | Працездатний вік | Постпрацездатний вік |
| -------- | ------- | ------------------ | ---------------- | -------------------- |
| Чоловіки | 278     | 62                 | 183              | 33                   |
| Жінки    | 303     | 57                 | 167              | 79                   |
| Разом    | 581     | 119                | 350              | 112                  |